# ETO Park
Az ETO Park komplexum stadion és szórakoztató, szabadidő központ Győrben.

## A stadion története

### Az ETO Park építése
Az ezredforduló után az ETO FC és a stadion tulajdonjogát az ingatlanbefektetéssel is foglalkozó Quaestor Rt. szerezte meg. A vállalat nagy reményeket fűzött az ország EB-pályázataihoz, illetve egy ahhoz kapcsolódó modern stadion kialakításához. A régi stadion bontása 2005 nyarán, a keleti lelátó helyén kezdődött el. Az ETO a munkálatok ideje alatt is használta a pályát. A keleti lelátó 2007 októberére készült el.
Az újjáépített Győri ETO FC stadion jelenleg 16 000 néző befogadására alkalmas, de szükség esetén további fejlesztésekkel a stadion lelátója akár 30.000 férőhelyesre bővíthető.Az ultramodern, fedett nézőteres stadiont úgy építették meg, hogy kulturális rendezvények lebonyolítására is kitűnő helyszínt biztosíthat, szerkezete és lefedése az Európai Labdarúgó Szövetség (UEFA) szabványainak megfelelően készült el. Az új stadion angol típusú, szabad sarkos kialakítású, nem öleli körbe a futballpályát atlétikai pálya, így a nézőtéri lelátó a lehető legközelebb helyezkedik el a partvonalhoz. Az esetleges bővítés az alapvonali lelátók többszintűsítésével, illetve az addig üresen álló sarkok beépítésével érhető el. Az alulról fűthető központi futballpályába csapadékelvezető és öntözőrendszer is beépítésre került. A lelátókat úgy tervezték meg, hogy a legszigorúbb biztonságtechnikai előírásoknak is megfeleljenek, és a mérkőzésre érkezők ne zavarják az élményközpont, valamint a hotel vendégeinek nyugalmát.

### Története 2015-től
2015. március végén az ügyészség, a brókerbotrányba keveredett Quaestor Csoportot érintő, vagyonvisszaszerzési eljárás keretében a stadiont lefoglalta.
2019. november 8-án hozott határozatával a kormány a Győr belterület 2907/4 hrsz. ingatlant (a stadiont) ingyenesen  Győr Megyei
Jogú Város Önkormányzata tulajdonába adta, sportcélú fejlesztés, elsősorban labdarúgás sportág infrastrukturális feltételeinek biztosítása céljára.

## Az ETO Park részei
- 1 fedett nézőteres, alulról fűthető centerpálya
- Kommentátor helyek
- VIP páholyok
- 3 füves edzőpálya
- 1 műfüves edzőpálya
- 2 fedett műfüves kis pálya
- Klubépület öltözőkkel, irodákkal, VIP teremmel
- Szauna, jakuzzi, masszázs, fedett uszoda, kondicionálóterem
- Labdarúgó kollégium
- Étterem, büfé

## Sportesemények
A csapat az első hivatalos mérkőzését az ETO Parkban a 2006–07-es idényben, 2007. április 7-én játszotta. A Vasas csapata elrontotta a stadionavatót, mivel 2–0-s győzelemmel távozott Győrből. Az első nemzetközi mérkőzésre az UEFA-kupa keretein belül 2008. július 17-én került sor, a grúz Zesztaponi csapata ellen 1–1-es döntetlent játszott az ETO, 4 500 néző előtt, szakadó esőben.
2012. február 29-én a magyar labdarúgó-válogatott Bulgária ellen játszott barátságos találkozón 14 000 néző volt.
2013. augusztus 11-én a Bayern München elleni barátságos mérkőzésen telt ház volt.

### A stadionban játszott válogatott mérkőzések
(Az eredmények mindig a magyar válogatott szempontjából szerepelnek.)
| Jelmagyarázat                                      |
| -------------------------------------------------- |
| A magyar válogatott győzelmével végződött mérkőzés |
| Döntetlennel végződött mérkőzés                    |
| A magyar válogatott vereségével végződött mérkőzés |

| #  | Dátum             | Kiírás     | Hazai csapat | Vendégcsapat | Eredmény | Nézőszám |
| -- | ----------------- | ---------- | ------------ | ------------ | -------- | -------- |
| 1. | 2010. március 3.  | barátságos | Magyarország | Oroszország  | 1–1      | 10 423   |
| 2. | 2012. február 29. | barátságos | Magyarország | Bulgária     | 1–1      | 14 000   |
| 3. | 2013. június 6.   | barátságos | Magyarország | Kuvait       | 1–0      | 8 000    |
| 4. | 2014. március 5.  | barátságos | Magyarország | Finnország   | 1–2      | 14 000   |

## Az ETO korábbi stadionjai
1977-ig a csapat a vagongyári pályán játszott.
Az ETO Park területén az új stadiont 1977. június 22-én, a győri úttörő-olimpia alkalmával adták át rendeltetésének. A stadion nézőcsúcsa 28 000 fő. A Ferencváros elleni, 1983-as, 3–3-ra végződött legendás mérkőzésen szurkoltak ennyien a Rába stadionban. Az aréna bontását 2005 nyarán kezdték meg az öltözőépülettel, és a keleti lelátóval.
1965. április 30-án 70 000 ember előtt fogadta az ETO a Benficát. Pályaválasztóként ez a győri csapat rekordnézőszáma. Bár ezt a meccset a Népstadionban játszották.
Egy évig, a 2005/06-os bajnokságban, a félig lebontott stadionban játszott az ETO.
A nyugati lelátó bontása után, a 2006/2007-es idényben pályaválasztóként 6 meccsen az Integrál DAC, 2-2 meccsen a Tatabánya és a Gyirmót stadionjában fogadták ellenfeleiket.

## Külső hivatkozások
- ETO Park a magyarfutball.hu-n
- Rába ETO stadion a magyarfutball.hu-n
- ETO Park a Quaestor oldalán
- ETO stadion az eto.hu-n